# Tipula thalia
Tipula thalia är en tvåvingeart som beskrevs av Alexander 1946. Tipula thalia ingår i släktet Tipula och familjen storharkrankar.
Artens utbredningsområde är Ecuador. Inga underarter finns listade i Catalogue of Life.